# تلفزيون ميد
كان تلفزيون ميد "MED TV" أول تلفزيون فضائي كُردِي، مع استوديوهات في لندن، إنجلترا، ودندرليو في بلجيكا. بث البرامج بست لغات، الكردية (اللهجات السورانية والكرمانجية)، الزازكية، الإنجليزية، العربية، الآشورية والتركية.

## البرامج والجمهور
كانت برامج ميد التلفزيونية عبارة عن مزيج متنوع من برامج الأطفال والموسيقى والدراما إلى المناقشات السياسية والأفلام الوثائقية وبث الأخبار. تبث إلى أوروبا وشمال إفريقيا والشرق الأوسط. كان جمهورها الأساسي في الشرق الأوسط حيث اعتبره الكثيرون مصدرًا منعشًا للمعلومات خارج رقابة الدولة. كما أن لديها جمهورًا كبيرًا بين السكان الأكراد المنتشرين في جميع أنحاء أوروبا.   في تركيا، كان ممنوعًا مشاهدة تلفزيون ميد، قُبضت على الأشخاص لمشاهدتهم البرامج. رأت تركيا أن تلفزيون ميد جزء من حزب العمال الكردستاني. ومع ذلك، كانت عروضها تحظى بشعبية كبيرة بين الأكراد في تركيا.

## حظر
حثت تركيا مرارًا مزودي الأقمار الصناعية على إنهاء بث تلفزيون ميد. بثت قناة تلفزيون ميد لأول مرة بترخيص من لجنة التلفزيون المستقلة (ITC) ومن أقمار الاتصالات البولندية، حتى استسلمت الحكومة البولندية للمطالب التركية بحظر تلفزيون ميد. بعد الحظر في بولندا، استأجرت تلفزيون ميد أقمارًا صناعية من إنتل سات الأمريكية لبث برامجها. لكن تركيا استمرت في مطالبة الحكومة البريطانية بإيقاف بث تلفزيون ميد، وتم إلغاء ترخيص تلفزيون ميد في 23 أبريل 1999، حيث حُكمت على برامجها على أنها «من المحتمل أن تشجع أو تحرض على الجريمة أو تؤدي إلى الفوضى». تم إلغاء ترخيصها بعد اعتقال زعيم حزب العمال الكردستاني عبد الله أوجلان، بناءً على طلب رسمي من تركيا.

جاء في بيان صحفي للجنة التلفزيون المستقلة: 
 بعد الإخفاق المتكرر في الامتثال لمتطلبات الترخيص وبعد فترة تعليق، تلقت القناة الفضائية الكردية تلفزيون ميد إخطارًا من قبل مركز التجارة الدولية بإلغاء ترخيصها في 23 أبريل. ظلت خدمة المرخص له معلقة حتى دخل الإشعار حيز التنفيذ خلال 28 يومًا كما يقتضي القانون. تم تعليق ترخيص تلفزيون ميد في 22 مارس من قبل مركز التجارة الدولية بموجب المادة 45A من قانون البث لعام 1990، بعد أربعة برامج إذاعية تضمنت تصريحات تحريضية تشجع على أعمال العنف في تركيا وأماكن أخرى. حكمت على هذه من قبل مركز التجارة الدولية على أنها «من المحتمل أن تشجع أو تحرض على الجريمة أو تؤدي إلى الفوضى». هذا مخالف لقانون المملكة المتحدة، على النحو المنصوص عليه في قوانين البث لعامي 1990 و 1996. 
 أعلن رئيس مركز التجارة الدولية، السير روبن بيجام، في بيانه أن: 
 لقد أخذنا حسابًا خاصًا ومتعاطفًا للظروف التي تم فيها البث المعني والتغييرات التي اقترحت تلفزيون ميد إجراؤها على خدمتها في المستقبل. ومع ذلك، قررت اللجنة أنه من الضروري للمصلحة العامة إلغاء هذا الترخيص وقدمت إشعارًا إلى حامل الترخيص بهذا المعنى. بغض النظر عن التعاطف الذي قد يكون في المملكة المتحدة تجاه الشعب الكردي، فليس من المصلحة العامة أن يستخدم أي مذيع المملكة المتحدة كمنصة للبث الذي يحرض الناس على العنف. منحت تلفزيون ميد العديد من الفرص ليكون صوتًا مسالمًا لمجتمعهم؛ والسماح لهم بمواصلة البث بعد مثل هذه الانتهاكات الجسيمة سيكون بمثابة التغاضي عن إساءة استخدام نظام المملكة المتحدة لترخيص المذيعين. . . عند النظر في تمثيلات تلفزيون ميد، ولا سيما الإجراء التصحيحي المقترح، كان علينا أن نضع في اعتبارنا أنه كانت هناك حالات فشل خطيرة ومتكررة من جانبهم في الامتثال لترخيصهم وقانون برنامج ITC. كما كان هناك فشل في التنفيذ الفعال للتعهدات التي تم التعهد بها للجنة في الماضي. في ظل هذه الظروف، لم تكن اللجنة مقتنعة بأن الإجراءات التي لا تصل إلى الإلغاء ستمنع التكرار. نأسف لأن هذا الإجراء قد ثبت أنه ضروري، ولكن يجب أن نأخذ في الاعتبار المتطلبات التي وضعها البرلمان علينا للعمل في مثل هذه الظروف. 
 بعد الحظر، كانت هناك مزاعم واسعة النطاق بالتحيز من جانب مركز التجارة الدولية حيث كان الرئيس آنذاك، السير روبن بيجام، لديه مصالح في شركة BAE Systems التي كان لها أيضًا مصالح واسعة في تركيا.   كما تعرض بلفور بيتي وحكومة المملكة المتحدة لانتقادات بسبب الحظر.
في 26 أبريل 1999، قال متحدث باسم تلفزيون ميد إنهم مصممون على استئناف البث إما في دولة مختلفة أو تحت اسم جديد.

## بعد الحظر
عندما فقدت تلفزيون ميد ترخيصها في المملكة المتحدة، بدأت تلفزيون ميديا "MEDYA TV" البث عبر وصلة فضائية من فرنسا في يوليو 1999 واستوديو إنتاج في ديندرلوكس، بلجيكا. إلغيت ترخيص تلفزيون ميديا من قبل السلطات الفرنسية في فبراير 2004، اعتقدت المحكمة الفرنسية أن المحطة لها علاقات مع حزب العمال الكردستاني؛ وذكرت هيئة الترخيص الفرنسية "CSA" أن تلفزيون ميديا كانت خلفًا لـ تلفزيون ميد، وأكدت محكمة الاستئناف الفرنسية قرار وكالة الفضاء الكندية. ونشرت القناة إعلانا جاء فيه أن «قناة جديدة، تلفزيون روج»Roj TV«، ستبدأ البث في الأول من الشهر».
بدأت قناة Roj TV البث من الدنمارك في 1 مارس 2004. 